# Aretaon asperrimus
Az Aretaon asperrimus a rovarok (Insecta) osztályába, botsáskák (Phasmatodea) rendjébe és a Heteropterygidae nevű  családba tartozó faj.
Széles körben elterjedt terráriumi díszállat.

## Elterjedése
A faj Borneó szigetén őshonos, Sabah tartományban.

## Megjelenése
A nőstények 80-90 mm nagyságúak, a hímek legfeljebb 60 mm-esre nő. A nőstények barnák, hasoldaluk világos. Tojócsövet (ovipositor) viselnek. A hímek szintén barna színűek, hátukon és oldalukon világos sávok vannak. Mindkét nem szárnyatlan, és tüskés kinövéseket visel, mely a hímeknél kifejezettebb.

## Életmódja
Fogságban szeder, tölgy, mogyoró, tűztövis, rózsa, málna, madárbirs és bükk levelével táplálhatjuk.
Tartása során magas páratartalmat igényel.

### Egyedfejlődés
A nőstény, 5 mm-es, vaskos petéit a földbe helyezi, melyből 2-6 hónap múlva kelnek ki a 15 mm-es nimfák.

## Galéria
- Peték
- L1-es állapotú nimfa
- L2-es állapotú nimfa
- Különböző színváltozatú nőstények
- Hím példány